# Eerste klasse 1964-65 (voetbal België)
Het seizoen 1964/65 van de Belgische Eerste Klasse ging van start in de zomer van 1964 en eindigde in de lente van 1965. De competitie telde 16 clubs. RSC Anderlechtois werd landskampioen, en verlengde zo zijn titel. Het was de 11de landstitel voor de club, die daarmee het record van Union Saint-Gilloise evenaarde.

## Gepromoveerde teams
Deze teams waren gepromoveerd uit de Tweede Klasse voor de start van het seizoen:
- Union Royale Saint-Gilloise (kampioen in Tweede)
- Tilleur FC (tweede in Tweede)

## Degraderende teams
Deze teams degradeerden naar Tweede Klasse op het eind van het seizoen:
- Union Royale Saint-Gilloise
- KFC Diest

## Titelstrijd
RSC Anderlechtois werd afgetekend kampioen een erg ruime voorsprong van 12 punten op Standard Club Liégeois.

## Europese strijd
Anderlecht was als landskampioen geplaatst voor de Europacup voor Landskampioenen van het volgend seizoen. Anderlecht behaalde dat jaar overigens de dubbel na winst in de Beker van België, zodat Standard Luik als verliezend bekerfinalist zich plaatste voor de Europese Beker voor Bekerwinnaars. Daring Club de Bruxelles, RFC Liégeois en Antwerp FC zouden volgend seizoen deelnemen aan de Beker der Jaarbeurssteden.

## Degradatiestrijd
KFC Diest en Union Royale Saint-Gilloise eindigden met evenveel punten onderaan. De ploegen kwamen twee puntjes tekort om zich te redden, en zakten zo.

## Eindstand
|         |    |                             | P  | W  | G  | V  | +  | -  | DS  | Ptn |
| ------- | -- | --------------------------- | -- | -- | -- | -- | -- | -- | --- | --- |
| K       | 1  | RSC Anderlechtois           | 30 | 24 | 3  | 3  | 87 | 22 | 65  | 51  |
| (beker) | 2  | R. Standard Club Liégeois   | 30 | 15 | 9  | 6  | 50 | 34 | 16  | 39  |
|         | 3  | R. Beerschot AC             | 30 | 14 | 7  | 9  | 51 | 27 | 24  | 35  |
|         | 4  | R. Tilleur FC               | 30 | 12 | 10 | 8  | 63 | 47 | 16  | 34  |
|         | 5  | K. Sint-Truidense VV        | 30 | 12 | 9  | 9  | 50 | 41 | 9   | 33  |
|         | 6  | RFC Liégeois                | 30 | 11 | 10 | 9  | 40 | 31 | 9   | 32  |
|         | 7  | K. Lierse SK                | 30 | 14 | 2  | 14 | 50 | 49 | 1   | 30  |
|         | 8  | K. Beeringen FC             | 30 | 11 | 6  | 13 | 46 | 62 | -16 | 28  |
|         | 9  | RFC Brugeois                | 30 | 10 | 8  | 12 | 52 | 36 | 16  | 28  |
|         | 10 | R. Daring Club de Bruxelles | 30 | 9  | 10 | 11 | 36 | 53 | -17 | 28  |
|         | 11 | RCS Brugeois                | 30 | 8  | 9  | 13 | 36 | 60 | -24 | 25  |
|         | 12 | ARA La Gantoise             | 30 | 6  | 13 | 11 | 37 | 45 | -8  | 25  |
|         | 13 | R. Antwerp FC               | 30 | 8  | 8  | 14 | 27 | 60 | -33 | 24  |
|         | 14 | R. Berchem Sport            | 30 | 7  | 10 | 13 | 30 | 48 | -18 | 24  |
| D       | 15 | Union Royale Saint-Gilloise | 30 | 7  | 8  | 15 | 32 | 58 | -26 | 22  |
| D       | 16 | KFC Diest                   | 30 | 6  | 10 | 14 | 40 | 54 | -14 | 22  |

P: wedstrijden gespeeld, W: wedstrijden gewonnen, G: gelijke spelen, V: wedstrijden verloren, +: gescoorde doelpunten, -: doelpunten tegen, DS: doelsaldo, Ptn: totaal punten
K: kampioen, D: degradeert, (beker): bekerwinnaar

## Topscorers
Jean-Paul Colonval van Tilleur FC werd topschutter met 25 doelpunten.
1895/96 · 1896/97 · 1897/98 · 1898/99 · 1899/00 · 1900/01 · 1901/02 · 1902/03 · 1903/04 · 1904/05 · 1905/06 · 1906/07 · 1907/08 · 1908/09 · 1909/10 · 1910/11 · 1911/12 · 1912/13 · 1913/14 · 1914/15 · 1915/16 · 1916/17 · 1917/18 · 1918/19 · 
1919/20 · 1920/21 · 1921/22 · 1922/23 · 1923/24 · 1924/25 · 1925/26 · 1926/27 · 1927/28 · 1928/29 · 1929/30 · 1930/31 · 1931/32 · 1932/33 · 1933/34 · 1934/35 · 1935/36 · 1936/37 · 1937/38 · 1938/39 · 1939/40 · 1940/41 · 1941/42 · 1942/43 · 1943/44 · 1944/45 · 1945/46 · 1946/47 · 1947/48 · 1948/49 · 1949/50 · 1950/51 · 1951/52 · 1952/53 · 1953/54 · 1954/55 · 1955/56 · 1956/57 · 1957/58 · 1958/59 · 1959/60 · 1960/61 · 1961/62 · 1962/63 · 1963/64 · 1964/65 · 1965/66 · 1966/67 · 1967/68 · 1968/69 · 1969/70 · 1970/71 · 1971/72 · 1972/73 · 1973/74 · 1974/75 · 1975/76 · 1976/77 · 1977/78 · 1978/79 · 1979/80 · 1980/81 · 1981/82 · 1982/83 · 1983/84 · 1984/85 · 1985/86 · 1986/87 · 1987/88 · 1988/89 · 1989/90 · 1990/91 · 1991/92 · 1992/93 · 1993/94 · 1994/95 · 1995/96 · 1996/97 · 1997/98 · 1998/99 · 1999/00 · 2000/01 · 2001/02 · 2002/03 · 2003/04 · 2004/05 · 2005/06 · 2006/07 · 2007/08 · 2008/09 · 2009/10 · 2010/11 · 2011/12 · 2012/13 · 2013/14 · 2014/15 · 2015/16 · 2016/17 · 2017/18 · 2018/19 · 2019/20 · 2020/21· 2021/22 · 2022/23 · 2023/24 · 2024/25